# Piràmide de Khui

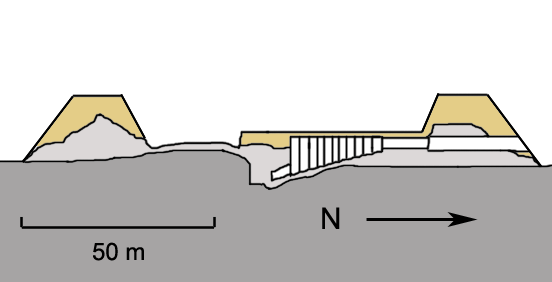
Plànol de la Piràmide de Khui. Gris clar: murs conservats. Ocre: forma reconstruïda

La Piràmide de Khui és una tomba monumental de Dara, a l'Egipte Mitjà. S'atribueix a Khui, un faraó de la Dinastia VIII. Amb una base de prop de 130 m de costat, no resta massa d'aquest impressionant túmul, només un monticle de ruïnes i arena de 4 m d'alt. La forma originària del monument encara està en discussió. Sembla que es tractava d'una piràmide, tot i que podria ser una mastaba. No hi ha evidència que el faraó estigués soterrat en aquesta tomba.

## Exploració
El primer esment se'n feu al 1912, en la revista del Museu d'Antiguitats Egípcies del Caire. Se'n va dur a terme un estudi de l'estructura des del 1946 fins al 1948 pels egiptòlegs Raymond Weill i Ahmed Kamal. Weill pensava que era una piràmide esglaonada, mentre que Kamal creia que era una mastaba.(1)

## Assignació
La tomba es va atribuir al governant local Khui després de trobar un cartutx amb el seu nom en una altra tomba al sud de la piràmide, que podria ser fora del temple funerari de la primera: és per això que no se'n pot fer pas una assignació directa.

## Piràmide
La longitud de la base de l'edifici rectangular és d'uns 146 m × 136 m, i arriba a l'escala de la Piràmide de Sekhemkhet de Saqqara. Els cantons són arredonits, amb un radi de curvatura de 23 m, la qual cosa no ocorre pas en cap altra piràmide. L'obra de paleta es compon de tova, amb una capa de 35 m de gruix aproximadament a dins, que estava probablement plena d'enderrocs i arena. L'estructura de la fàbrica sembla ser de nivells. Les parets inclinades cap a l'interior i l'exterior són encara visibles, però les pedres que les cobrien no s'han trobat. A una alçada de només quatre metres s'aprecia l'estructura clarament no reconstruïda, per això no és clar fins a quin punt es va acabar la tomba. L'edifici s'orienta al nord.

## Cambra funerària
S'accedeix a la cambra central de la tomba per un passadís obert al nivell del sòl, i després passant un túnel voltat. La zona de descens es va cobrir amb onze arcs. La cambra buida es troba a 2,75 m per sota el nivell del sòl i fa 3,5 m × 7,0 m. Tant la cambra com la darrera part del corredor són fets en blocs en brut tallats de pedra calcària, segurament furtats del proper cementeri de la Dinastia VI. La base de la piràmide està destruïda en gran part, i no s'hi reconeixen les petjades de l'enterrament. L'estructura de la base és semblant a la de la gran Mastaba K1 de Baid Khallaf de la Dinastia III, que degué ser una mastaba de la primera època dinàstica, i que va ser reconstruïda, tot i no haver-hi pas evidència que el sobirà estigués soterrat en aquesta tomba.(2)

## Conjunt
Al costat nord es van trobar unes poques restes que poden provenir d'un temple funerari: s'hi va trobar una part del mur fronterer de tova; hui, però, pertany a l'àrea del llogaret de Dara.(3)